# Circoscrizione Sardegna (Senato della Repubblica)
La circoscrizione Sardegna è una circoscrizione elettorale italiana per l'elezione del Senato della Repubblica.

## Storia
La circoscrizione elettorale venne istituita, con altre 19, per le prime elezioni del Senato della Repubblica, tramite Legge del 6 febbraio 1948, n. 29 in ottemperanza alla Costituzione della Repubblica Italiana che prescrive, all'art. 57, che «il Senato della Repubblica è eletto a base regionale». Fu suddivisa in 6 collegi di lista, in base al D.P.R. del 6 febbraio 1948, n. 30.
In rispetto del suddetto articolo, la circoscrizione venne riconfermata in seguito in tutte le leggi elettorali inerenti al Senato della Repubblica.
La Legge 4 agosto 1993, n. 276 modificò il territorio suddividendolo in 6 collegi uninominali, in base al D.Lgs. del 20 dicembre 1993 n. 535. I suddetti collegi vennero aboliti dalla Legge del 21 dicembre 2005, n. 270.
L'attuale Legge 3 novembre 2017, n. 165, ha ricreato nel territorio della circoscrizione collegi uninominali e collegi plurinominali che devono essere determinati dal governo tramite decreto legislativo.

## Territorio
Il territorio della circoscrizione corrisponde, fin dalla sua istituzione, a quello della regione Sardegna.

## Seggi
Per l'attribuzione dei seggi spettanti ad ogni regione, bisogna ottemperare anche in questo caso alla Costituzione della Repubblica Italiana la quale prescriveva, alla data di promulgazione del 1948, che «Nessuna Regione può avere un numero di senatori inferiore a sei. La Valle d’Aosta ha un solo senatore», modificata poi con la Legge costituzionale 9 febbraio 1963, n. 2 che recita «Nessuna Regione può avere un numero di senatori inferiori a sette; il Molise ne ha due, la Valle d’Aosta uno.»
Partendo da un minimo costituzionale di sei seggi per regione, divenuti poi sette, la ripartizione dei seggi spettanti alla circoscrizione viene effettuata in proporzione alla popolazione delle Regioni, quale risulta dall'ultimo censimento generale, sulla base dei quozienti interi e dei più alti resti.

## Dal 1948 al 1993
In base alla legge in vigore dal 1948, essenzialmente proporzionale, i partiti presentavano in ogni circoscrizione un candidato per ogni collegio. All'interno di ciascun collegio, veniva eletto senatore il candidato che avesse raggiunto il quorum del 65% delle preferenze. Qualora nessun candidato avesse conseguito l'elezione, i voti di tutti i candidati venivano raggruppati nelle liste di partito a livello regionale, dove i seggi venivano allocati utilizzando il metodo D'Hondt delle maggiori medie statistiche e quindi, all'interno di ciascuna lista, venivano dichiarati eletti senatori i candidati con le migliori percentuali di preferenza.

### Collegi elettorali
- Cagliari
- Oristano
- Iglesias
- Nuoro
- Sassari
- Tempio-Ozieri

### I Legislatura
Nessun candidato nei 6 collegi uninominali raggiunse il quorum del 65% dei voti per essere eletto automaticamente; i seggi vennero pertanto assegnati proporzionalmente ai voti ricevuti.
| Partito                            | Partito                            | Risultati 18 aprile 1948 | Risultati 18 aprile 1948 | Risultati 18 aprile 1948 | Seggi | Seggi |
| Partito                            | Partito                            | Voti                     | %                        | ±                        | Num   | ±     |
| ---------------------------------- | ---------------------------------- | ------------------------ | ------------------------ | ------------------------ | ----- | ----- |
|                                    | Democrazia Cristiana               | 257 348                  | 49,84                    | n.d.                     | 3     | n.d.  |
|                                    | Fronte Democratico Popolare        | 103 686                  | 20,08                    | n.d.                     | 1     | n.d.  |
|                                    | Partito Sardo d'Azione             | 65 743                   | 12,73                    | n.d.                     | 1     | n.d.  |
|                                    | Blocco Nazionale                   | 55 675                   | 10,78                    | n.d.                     | 1     | n.d.  |
|                                    | Unità Socialista                   | 23 269                   | 4,51                     | n.d.                     | 0     | n.d.  |
|                                    | Indipendenti                       | 10 635                   | 2,06                     | n.d.                     | 0     | n.d.  |
|                                    |                                    |                          |                          |                          |       |       |
| Iscritti                           | Iscritti                           | 603 337                  | 100,00                   |                          |       |       |
| ↳ Votanti (% su iscritti)          | ↳ Votanti (% su iscritti)          | 545 503                  | 90,41                    | n.d.                     |       |       |
| ↳ Voti validi (% su votanti)       | ↳ Voti validi (% su votanti)       | 516 356                  | 94,66                    |                          |       |       |
| ↳ Schede non valide (% su votanti) | ↳ Schede non valide (% su votanti) | 29 147                   | 5,34                     |                          |       |       |
| ↳ Astenuti (% su iscritti)         | ↳ Astenuti (% su iscritti)         | 57 834                   | 9,59                     |                          |       |       |

| Eletti | Eletti                   |
| ------ | ------------------------ |
|        | Antonio Azara            |
|        | Enrico Carboni           |
|        | Giovanni Lamberti        |
|        | Giuseppe Cavallera       |
|        | Luigi Oggiano            |
|        | Raffaele Sanna Randaccio |

### II Legislatura
| Partito                            | Partito                                 | Risultati 7 giugno 1953 | Risultati 7 giugno 1953 | Risultati 7 giugno 1953 | Seggi | Seggi |
| Partito                            | Partito                                 | Voti                    | %                       | ±                       | Num   | ±     |
| ---------------------------------- | --------------------------------------- | ----------------------- | ----------------------- | ----------------------- | ----- | ----- |
|                                    | Democrazia Cristiana                    | 249 198                 | 43,74                   | -6,10                   | 4     | +1    |
|                                    | Sardegna con Due Spighe                 | 159 562                 | 28,01                   | n.d.                    | 2     | n.d.  |
|                                    | Partito Nazionale Monarchico            | 60 044                  | 10,54                   | n.d.                    | 0     | n.d.  |
|                                    | Movimento Sociale Italiano              | 48 872                  | 8,58                    | n.d.                    | 0     | n.d.  |
|                                    | Partito Sardo d'Azione                  | 34 484                  | 6,05                    | -6,68                   | 0     | -1    |
|                                    | Partito Socialista Democratico Italiano | 17 533                  | 3,08                    | n.d.                    | 0     | n.d.  |
|                                    |                                         |                         |                         |                         |       |       |
| Iscritti                           | Iscritti                                | 646 665                 | 100,00                  |                         |       |       |
| ↳ Votanti (% su iscritti)          | ↳ Votanti (% su iscritti)               | 595 840                 | 92,14                   | +1,73                   |       |       |
| ↳ Voti validi (% su votanti)       | ↳ Voti validi (% su votanti)            | 569 693                 | 95,61                   |                         |       |       |
| ↳ Schede non valide (% su votanti) | ↳ Schede non valide (% su votanti)      | 26 147                  | 4,39                    |                         |       |       |
| ↳ Astenuti (% su iscritti)         | ↳ Astenuti (% su iscritti)              | 50 825                  | 7,86                    |                         |       |       |

| Eletti | Eletti            |
| ------ | ----------------- |
|        | Antonio Azara     |
|        | Enrico Carboni    |
|        | Giovanni Lamberti |
|        | Antonio Monni     |
|        | Emilio Lussu      |
|        | Velio Spano       |

### III Legislatura
| Partito                            | Partito                                                 | Risultati 25 maggio 1958 | Risultati 25 maggio 1958 | Risultati 25 maggio 1958 | Seggi | Seggi |
| Partito                            | Partito                                                 | Voti                     | %                        | ±                        | Num   | ±     |
| ---------------------------------- | ------------------------------------------------------- | ------------------------ | ------------------------ | ------------------------ | ----- | ----- |
|                                    | Democrazia Cristiana                                    | 299 379                  | 47,89                    | +4,24                    | 4     | /     |
|                                    | Partito Comunista Italiano-Partito Socialista Italiano  | 185 557                  | 29,68                    | n.d.                     | 2     | /     |
|                                    | Partito Nazionale Monarchico-Movimento Sociale Italiano | 46 914                   | 7,50                     | n.d.                     | 0     | /     |
|                                    | Partito Monarchico Popolare                             | 31 318                   | 5,01                     | n.d.                     | 0     | /     |
|                                    | Partito Sardo d'Azione                                  | 25 923                   | 4,15                     | -1,90                    | 0     | /     |
|                                    | Partito Socialista Democratico Italiano                 | 20 029                   | 3,20                     | +0,12                    | 0     | /     |
|                                    | Partito Liberale Italiano                               | 16 027                   | 2,56                     | n.d.                     |       | n.d.  |
|                                    |                                                         |                          |                          |                          |       |       |
| Iscritti                           | Iscritti                                                | 709 974                  | 100,00                   |                          |       |       |
| ↳ Votanti (% su iscritti)          | ↳ Votanti (% su iscritti)                               | 657 686                  | 92,64                    | +0,50                    |       |       |
| ↳ Voti validi (% su votanti)       | ↳ Voti validi (% su votanti)                            | 625 147                  | 95,05                    |                          |       |       |
| ↳ Schede non valide (% su votanti) | ↳ Schede non valide (% su votanti)                      | 32 539                   | 4,95                     |                          |       |       |
| ↳ Astenuti (% su iscritti)         | ↳ Astenuti (% su iscritti)                              | 52 288                   | 7,36                     |                          |       |       |

| Eletti | Eletti            |
| ------ | ----------------- |
|        | Antonio Azara     |
|        | Enrico Carboni    |
|        | Luigi Crespellani |
|        | Antonio Monni     |
|        | Emilio Lussu      |
|        | Velio Spano       |

### IV Legislatura
| Partito                            | Partito                                                                     | Risultati 28 aprile 1963 | Risultati 28 aprile 1963 | Risultati 28 aprile 1963 | Seggi | Seggi |
| Partito                            | Partito                                                                     | Voti                     | %                        | ±                        | Num   | ±     |
| ---------------------------------- | --------------------------------------------------------------------------- | ------------------------ | ------------------------ | ------------------------ | ----- | ----- |
|                                    | Democrazia Cristiana                                                        | 261 074                  | 40,91                    | -6,89                    | 5     | +1    |
|                                    | Partito Comunista Italiano                                                  | 144 013                  | 22,57                    | n.d.                     | 2     | n.d.  |
|                                    | Partito Socialista Italiano                                                 | 73 704                   | 11,55                    | n.d.                     | 1     | n.d.  |
|                                    | Movimento Sociale Italiano-Partito Democratico Italiano di Unità Monarchica | 57 921                   | 9,08                     | n.d.                     | 1     | n.d.  |
|                                    | Partito Liberale Italiano                                                   | 45 973                   | 7,20                     | +4,64                    | 0     | /     |
|                                    | Partito Sardo d'Azione                                                      | 34 954                   | 5,48                     | +1,33                    | 0     | /     |
|                                    | Partito Socialista Democratico Italiano                                     | 20 480                   | 3,21                     | +0,01                    | 0     | /     |
|                                    |                                                                             |                          |                          |                          |       |       |
| Iscritti                           | Iscritti                                                                    | 746 257                  | 100,00                   |                          |       |       |
| ↳ Votanti (% su iscritti)          | ↳ Votanti (% su iscritti)                                                   | 668 899                  | 89,63                    | -3,01                    |       |       |
| ↳ Voti validi (% su votanti)       | ↳ Voti validi (% su votanti)                                                | 638 119                  | 95,40                    |                          |       |       |
| ↳ Schede non valide (% su votanti) | ↳ Schede non valide (% su votanti)                                          | 30 780                   | 4,60                     |                          |       |       |
| ↳ Astenuti (% su iscritti)         | ↳ Astenuti (% su iscritti)                                                  | 77 358                   | 10,37                    |                          |       |       |

| Eletti | Eletti            |
| ------ | ----------------- |
|        | Antonio Azara     |
|        | Enrico Carboni    |
|        | Luigi Crespellani |
|        | Francesco Deriu   |
|        | Antonio Monni     |
|        | Luigi Pirastu     |
|        | Velio Spano       |
|        | Emilio Spanu      |
|        | Gavino Pinna      |

### V Legislatura
| Partito                            | Partito                                                                           | Risultati 19 maggio 1968 | Risultati 19 maggio 1968 | Risultati 19 maggio 1968 | Seggi | Seggi |
| Partito                            | Partito                                                                           | Voti                     | %                        | ±                        | Num   | ±     |
| ---------------------------------- | --------------------------------------------------------------------------------- | ------------------------ | ------------------------ | ------------------------ | ----- | ----- |
|                                    | Democrazia Cristiana                                                              | 283 956                  | 42,48                    | +1,57                    | 5     | /     |
|                                    | Partito Comunista Italiano-Partito Socialista Italiano di Unità Proletaria (1964) | 188 536                  | 28,21                    | n.d.                     | 3     | n.d.  |
|                                    | PSI-PSDI Unificati                                                                | 73 935                   | 11,06                    | n.d.                     | 1     | n.d.  |
|                                    | Movimento Sociale Italiano-Partito Democratico Italiano di Unità Monarchica       | 49 769                   | 7,45                     | -1,63                    | 0     | /     |
|                                    | Partito Liberale Italiano                                                         | 29 904                   | 4,47                     | -2,73                    | 0     | /     |
|                                    | Partito Sardo d'Azione                                                            | 25 891                   | 3,87                     | -1,61                    | 0     | n.d.  |
|                                    | Partito Repubblicano Italiano                                                     | 16 389                   | 2,45                     | n.d.                     | 0     | n.d.  |
|                                    |                                                                                   |                          |                          |                          |       |       |
| Iscritti                           | Iscritti                                                                          | 782 486                  | 100,00                   |                          |       |       |
| ↳ Votanti (% su iscritti)          | ↳ Votanti (% su iscritti)                                                         | 705 776                  | 90,20                    | +0,57                    |       |       |
| ↳ Voti validi (% su votanti)       | ↳ Voti validi (% su votanti)                                                      | 668 380                  | 94,70                    |                          |       |       |
| ↳ Schede non valide (% su votanti) | ↳ Schede non valide (% su votanti)                                                | 37 396                   | 5,30                     |                          |       |       |
| ↳ Astenuti (% su iscritti)         | ↳ Astenuti (% su iscritti)                                                        | 76 710                   | 9,80                     |                          |       |       |

| Eletti | Eletti               |
| ------ | -------------------- |
|        | Efisio Corrias       |
|        | Alfredo Corrias      |
|        | Salvatore Mannironi  |
|        | Francesco Deriu      |
|        | Pietro Pala          |
|        | Girolamo Sotgiu      |
|        | Emilio Cuccu         |
|        | Luigi Pirastu        |
|        | Antonio Castellaccio |

### VI Legislatura
| Partito                            | Partito                                                                                                  | Risultati 7 maggio 1972 | Risultati 7 maggio 1972 | Risultati 7 maggio 1972 | Seggi | Seggi |
| Partito                            | Partito                                                                                                  | Voti                    | %                       | ±                       | Num   | ±     |
| ---------------------------------- | --- | ----------------------- | ----------------------- | ----------------------- | ----- | ----- |
|                                    | Democrazia Cristiana                                                                                     | 292 046                 | 41,35                   | -1,13                   | 4     | -1    |
|                                    | Partito Comunista Italiano-Partito Socialista Italiano di Unità Proletaria (1964)-Partito Sardo d'Azione | 189 534                 | 26,83                   | n.d.                    | 3     | n.d.  |
|                                    | Movimento Sociale Italiano                                                                               | 88 202                  | 12,49                   | n.d.                    | 1     | n.d.  |
|                                    | Partito Socialista Italiano                                                                              | 79 091                  | 11,20                   | n.d.                    | 1     | n.d.  |
|                                    | Partito Socialista Democratico Italiano-Partito Repubblicano Italiano                                    | 31 953                  | 4,52                    | n.d.                    | 0     | n.d.  |
|                                    | Partito Liberale Italiano                                                                                | 25 525                  | 3,61                    | -0,86                   | 0     | /     |
|                                    | |                         |                         |                         |       |       |
| Iscritti                           | Iscritti                                                                                                 | 819 501                 | 100,00                  |                         |       |       |
| ↳ Votanti (% su iscritti)          | ↳ Votanti (% su iscritti)                                                                                | 741 325                 | 90,46                   | +0,26                   |       |       |
| ↳ Voti validi (% su votanti)       | ↳ Voti validi (% su votanti)                                                                             | 706 351                 | 95,28                   |                         |       |       |
| ↳ Schede non valide (% su votanti) | ↳ Schede non valide (% su votanti)                                                                       | 34 974                  | 4,72                    |                         |       |       |
| ↳ Astenuti (% su iscritti)         | ↳ Astenuti (% su iscritti)                                                                               | 78 176                  | 9,54                    |                         |       |       |

| Eletti | Eletti                         |
| ------ | ------------------------------ |
|        | Lucio Abis                     |
|        | Giosuè Ligios                  |
|        | Francesco Deriu                |
|        | Pietro Pala                    |
|        | Pietro Pinna                   |
|        | Daverio Clementino Giovannetti |
|        | Ignazio Pirastu                |
|        | Enrico Endrich                 |
|        | Giuseppe Ferralasco            |

### VII Legislatura
| Partito                            | Partito                                                                                         | Risultati 20 giugno 1976 | Risultati 20 giugno 1976 | Risultati 20 giugno 1976 | Seggi | Seggi |
| Partito                            | Partito                                                                                         | Voti                     | %                        | ±                        | Num   | ±     |
| ---------------------------------- | ----------------------------------------------------------------------------------------------- | ------------------------ | ------------------------ | ------------------------ | ----- | ----- |
|                                    | Democrazia Cristiana                                                                            | 313 673                  | 41,17                    | -0,18                    | 4     | /     |
|                                    | Partito Comunista Italiano                                                                      | 262 457                  | 34,45                    | n.d.                     | 3     | n.d.  |
|                                    | Partito Socialista Italiano                                                                     | 81 718                   | 10,73                    | n.d.                     | 1     | n.d.  |
|                                    | Movimento Sociale Italiano - Destra Nazionale                                                   | 68 028                   | 8,93                     | n.d.                     | 0     | n.d.  |
|                                    | Partito Liberale Italiano-Partito Repubblicano Italiano-Partito Socialista Democratico Italiano | 35 975                   | 4,72                     | n.d.                     | 0     | n.d.  |
|                                    |                                                                                                 |                          |                          |                          |       |       |
| Iscritti                           | Iscritti                                                                                        | 865 121                  | 100,00                   |                          |       |       |
| ↳ Votanti (% su iscritti)          | ↳ Votanti (% su iscritti)                                                                       | 789 554                  | 91,27                    | +0,81                    |       |       |
| ↳ Voti validi (% su votanti)       | ↳ Voti validi (% su votanti)                                                                    | 761 851                  | 96,49                    |                          |       |       |
| ↳ Schede non valide (% su votanti) | ↳ Schede non valide (% su votanti)                                                              | 27 703                   | 3,51                     |                          |       |       |
| ↳ Astenuti (% su iscritti)         | ↳ Astenuti (% su iscritti)                                                                      | 75 567                   | 8,73                     |                          |       |       |

| Eletti | Eletti                         |
| ------ | ------------------------------ |
|        | Lucio Abis                     |
|        | Giosuè Ligios                  |
|        | Francesco Deriu                |
|        | Pietro Pala                    |
|        | Pietro Pinna                   |
|        | Daverio Clementino Giovannetti |
|        | Mario Melis                    |
|        | Giuseppe Ferralasco            |

### VIII Legislatura
| Partito                            | Partito                                       | Risultati 3 giugno 1979 | Risultati 3 giugno 1979 | Risultati 3 giugno 1979 | Seggi | Seggi |
| Partito                            | Partito                                       | Voti                    | %                       | ±                       | Num   | ±     |
| ---------------------------------- | --------------------------------------------- | ----------------------- | ----------------------- | ----------------------- | ----- | ----- |
|                                    | Democrazia Cristiana                          | 301 261                 | 39,63                   | -1,54                   | 4     | /     |
|                                    | Partito Comunista Italiano                    | 244 427                 | 32,15                   | -2,3                    | 3     | /     |
|                                    | Partito Socialista Italiano                   | 71 999                  | 9,47                    | -1,26                   | 1     | /     |
|                                    | Movimento Sociale Italiano - Destra Nazionale | 51 372                  | 6,76                    | -2,17                   | 0     | /     |
|                                    | Partito Socialista Democratico Italiano       | 23 406                  | 3,08                    | n.d.                    | 0     | n.d.  |
|                                    | Partito Radicale                              | 16 417                  | 2,16                    | n.d.                    | 0     | n.d.  |
|                                    | Partito Sardo d'Azione                        | 15 766                  | 2,07                    | n.d.                    | 0     | n.d.  |
|                                    | Partito Repubblicano Italiano                 | 13 496                  | 1,78                    | n.d.                    | 0     | n.d.  |
|                                    | Partito Liberale Italiano                     | 11 078                  | 1,46                    | n.d.                    | 0     | n.d.  |
|                                    | Nuova Sinistra Sarda                          | 5 512                   | 0,73                    | n.d.                    | 0     | n.d.  |
|                                    | Democrazia Nazionale - Costituente di Destra  | 5 443                   | 0,72                    | n.d.                    | 0     | n.d.  |
|                                    |                                               |                         |                         |                         |       |       |
| Iscritti                           | Iscritti                                      | 865 121                 | 100,00                  |                         |       |       |
| ↳ Votanti (% su iscritti)          | ↳ Votanti (% su iscritti)                     | 800 329                 | 92,51                   | -3,67                   |       |       |
| ↳ Voti validi (% su votanti)       | ↳ Voti validi (% su votanti)                  | 760 177                 | 94,98                   |                         |       |       |
| ↳ Schede non valide (% su votanti) | ↳ Schede non valide (% su votanti)            | 40 152                  | 5,02                    |                         |       |       |
| ↳ Astenuti (% su iscritti)         | ↳ Astenuti (% su iscritti)                    | 64 792                  | 7,49                    |                         |       |       |

| Eletti | Eletti                         |
| ------ | ------------------------------ |
|        | Lucio Abis                     |
|        | Giosuè Ligios                  |
|        | Francesco Deriu                |
|        | Pietro Pala                    |
|        | Peppino Fiori                  |
|        | Pietro Pinna                   |
|        | Daverio Clementino Giovannetti |
|        | Giuseppe Ferralasco            |

### IX Legislatura
| Partito                            | Partito                                                                                         | Risultati 26 giugno 1983 | Risultati 26 giugno 1983 | Risultati 26 giugno 1983 | Seggi | Seggi |
| Partito                            | Partito                                                                                         | Voti                     | %                        | ±                        | Num   | ±     |
| ---------------------------------- | ----------------------------------------------------------------------------------------------- | ------------------------ | ------------------------ | ------------------------ | ----- | ----- |
|                                    | Democrazia Cristiana                                                                            | 261 147                  | 33,01                    | -6,62                    | 4     | /     |
|                                    | Partito Comunista Italiano                                                                      | 241 571                  | 30,53                    | -1,62                    | 3     | /     |
|                                    | Partito Socialista Italiano                                                                     | 87 410                   | 11,05                    | +1,58                    | 1     | /     |
|                                    | Partito Sardo d'Azione                                                                          | 76 797                   | 9,71                     | +7,64                    | 1     | +1    |
|                                    | Movimento Sociale Italiano - Destra Nazionale                                                   | 57 525                   | 7,27                     | +0,51                    | 0     | /     |
|                                    | Partito Liberale Italiano-Partito Repubblicano Italiano-Partito Socialista Democratico Italiano | 49 270                   | 6,23                     | n.d.                     | 0     | n.d.  |
|                                    | Partito Radicale                                                                                | 11 822                   | 1,49                     | -0,67                    | 0     | /     |
|                                    | Lista TS-UDP                                                                                    | 5 678                    | 0,72                     | n.d.                     | 0     | n.d.  |
|                                    |                                                                                                 |                          |                          |                          |       |       |
| Iscritti                           | Iscritti                                                                                        | 971 545                  | 100,00                   |                          |       |       |
| ↳ Votanti (% su iscritti)          | ↳ Votanti (% su iscritti)                                                                       | 840 830                  | 86,55                    | -1,05                    |       |       |
| ↳ Voti validi (% su votanti)       | ↳ Voti validi (% su votanti)                                                                    | 791 220                  | 94,10                    |                          |       |       |
| ↳ Schede non valide (% su votanti) | ↳ Schede non valide (% su votanti)                                                              | 49 610                   | 5,90                     |                          |       |       |
| ↳ Astenuti (% su iscritti)         | ↳ Astenuti (% su iscritti)                                                                      | 130 715                  | 13,45                    |                          |       |       |

| Eletti | Eletti                |
| ------ | --------------------- |
|        | Lucio Abis            |
|        | Gianuario Carta       |
|        | Salvatore Campus      |
|        | Francesco Cossiga     |
|        | Peppino Fiori         |
|        | Mario Cheri           |
|        | Giovanni Berlinguer   |
|        | Ottavio Spano         |
|        | Giovanni Battista Loi |

### X Legislatura
| Partito                            | Partito                                       | Risultati 14 giugno 1987 | Risultati 14 giugno 1987 | Risultati 14 giugno 1987 | Seggi | Seggi |
| Partito                            | Partito                                       | Voti                     | %                        | ±                        | Num   | ±     |
| ---------------------------------- | --------------------------------------------- | ------------------------ | ------------------------ | ------------------------ | ----- | ----- |
|                                    | Democrazia Cristiana                          | 304 956                  | 36,33                    | +3,32                    | 4     | /     |
|                                    | Partito Comunista Italiano                    | 236 678                  | 28,20                    | -2,33                    | 3     | /     |
|                                    | Partito Sardo d'Azione                        | 118 589                  | 14,13                    | +4,42                    | 1     | /     |
|                                    | Alleanza Laica Socialista                     | 84 883                   | 10,11                    | n.d.                     | 1     | n.d.  |
|                                    | Movimento Sociale Italiano - Destra Nazionale | 50 778                   | 6,05                     | -1,22                    | 0     | /     |
|                                    | Democrazia Proletaria                         | 12 863                   | 1,53                     | n.d.                     | 0     | n.d.  |
|                                    | Partidu Sardu Indipendentista                 | 11 818                   | 1,41                     | n.d.                     | 0     | n.d.  |
|                                    | Verdi Italiani - Partito Ecologista           | 10 265                   | 1,22                     | n.d.                     | 0     | n.d.  |
|                                    | Liga Veneta-Pensionati Uniti                  | 6 132                    | 0,73                     | n.d.                     | o     | n.d.  |
|                                    | Alleanza Popolare Pensionati                  | 2 437                    | 0,29                     | n.d.                     | 0     | n.d.  |
|                                    |                                               |                          |                          |                          |       |       |
| Iscritti                           | Iscritti                                      | 1 031 483                | 100,00                   |                          |       |       |
| ↳ Votanti (% su iscritti)          | ↳ Votanti (% su iscritti)                     | 891 592                  | 86,44                    | -0,11                    |       |       |
| ↳ Voti validi (% su votanti)       | ↳ Voti validi (% su votanti)                  | 839 399                  | 94,15                    |                          |       |       |
| ↳ Schede non valide (% su votanti) | ↳ Schede non valide (% su votanti)            | 52 193                   | 5,85                     |                          |       |       |
| ↳ Astenuti (% su iscritti)         | ↳ Astenuti (% su iscritti)                    | 139 891                  | 13,56                    |                          |       |       |

| Eletti | Eletti                   |
| ------ | ------------------------ |
|        | Lucio Abis               |
|        | Gianuario Carta          |
|        | Pietro Montresori        |
|        | Antonio Giagu De Martini |
|        | Peppino Fiori            |
|        | Francesco Macis          |
|        | Mario Pinna              |
|        | Carlo Sanna              |
|        | Paolo Fogu               |

### XI Legislatura
| Partito                            | Partito                                       | Risultati 5 aprile 1992 | Risultati 5 aprile 1992 | Risultati 5 aprile 1992 | Seggi | Seggi |
| Partito                            | Partito                                       | Voti                    | %                       | ±                       | Num   | ±     |
| ---------------------------------- | --------------------------------------------- | ----------------------- | ----------------------- | ----------------------- | ----- | ----- |
|                                    | Democrazia Cristiana                          | 256 381                 | 30,23                   | -6,10                   | 4     | +1    |
|                                    | Partito Democratico della Sinistra            | 134 779                 | 15,89                   | n.d.                    | 2     | n.d.  |
|                                    | Partito Socialista Italiano                   | 132 048                 | 15,57                   | n.d.                    | 2     | n.d.  |
|                                    | Federalismo - Pensionati Uomini Vivi          | 80 676                  | 9,51                    | n.d.                    | 1     | n.d.  |
|                                    | Partito della Rifondazione Comunista          | 63 291                  | 7,46                    | n.d.                    | 0     | n.d.  |
|                                    | Movimento Sociale Italiano - Destra Nazionale | 59 323                  | 6,99                    | +0,94                   | 0     | /     |
|                                    | Partito Socialista Democratico Italiano       | 31 261                  | 3,69                    | n.d.                    | 0     | n.d.  |
|                                    | Federazione dei Verdi                         | 27 958                  | 3,30                    | +2,08                   | 0     | /     |
|                                    | Partito Repubblicano Italiano                 | 26 628                  | 3,14                    | n.d.                    | o     | n.d.  |
|                                    | Partito Liberale Italiano                     | 18 581                  | 2,19                    | n.d.                    | 0     | n.d.  |
|                                    | Partidu Sardu Indipendentista                 | 13 426                  | 1,58                    | +0,17                   | 0     | n.d.  |
|                                    | Lega Lombarda                                 | 3 781                   | 0,45                    | n.d.                    | 0     | n.d.  |
|                                    |                                               |                         |                         |                         |       |       |
| Iscritti                           | Iscritti                                      | 1 114 907               | 100,00                  |                         |       |       |
| ↳ Votanti (% su iscritti)          | ↳ Votanti (% su iscritti)                     | 930 369                 | 83,45                   | -2,99                   |       |       |
| ↳ Voti validi (% su votanti)       | ↳ Voti validi (% su votanti)                  | 848 133                 | 91,16                   |                         |       |       |
| ↳ Schede non valide (% su votanti) | ↳ Schede non valide (% su votanti)            | 82 236                  | 8,84                    |                         |       |       |
| ↳ Astenuti (% su iscritti)         | ↳ Astenuti (% su iscritti)                    | 184 538                 | 16,55                   |                         |       |       |

| Eletti | Eletti             |
| ------ | ------------------ |
|        | Nino Giagu         |
|        | Salvatore Ladu     |
|        | Lucio Abis         |
|        | Pietro Montresori  |
|        | Salvatore Cherchi  |
|        | Mario Pinna        |
|        | Mario Cocciu       |
|        | Paolo Fogu         |
|        | Valentino Martelli |

## Dal 1993 al 2005
Con la riforma elettorale maggioritaria del 1993, in prima istanza veniva eletto senatore il candidato che avesse riportato la maggioranza relativa dei suffragi in ciascun collegio. Nessun candidato poteva presentarsi in più di un collegio. I rimanenti seggi regionali erano invece assegnati assommando i voti di tutti i candidati uninominali perdenti che si fossero collegati in un gruppo regionale, utilizzando il metodo D'Hondt delle migliori medie: gli scranni così ottenuti da ciascun gruppo venivano assegnati, all'interno di essa, ai candidati perdenti che avessero ottenuto le migliori percentuali elettorali.

### Collegi elettorali
1. Cagliari
2. Nuoro
3. Carbonia
4. Sassari
5. Olbia
6. Oristano

### XII legislatura

#### Risultati elettorali
|                               | Alleanza dei Progressisti      | 267 853   | 31,36 | 3 |  |  |  |  |  |
|                               | Polo del Buon Governo          | 244 532   | 28,63 | 4 |  |  |  |  |  |
|                               | Patto per l'Italia             | 207 800   | 24,33 | 2 |  |  |  |  |  |
|                               | Partito Sardo d'Azione         | 88 225    | 10,33 | – |  |  |  |  |  |
|                               | Partidu Indipendentista        | 26 198    | 3,07  | – |  |  |  |  |  |
|                               | La Rete                        | 12 560    | 1,47  | – |  |  |  |  |  |
|                               | Azione Autonomistica Arborense | 7 043     | 0,82  | – |  |  |  |  |  |
| Totale                        | Totale                         | 854 211   | 100   | 9 |  |  |  |  |  |
|                               |                                |           |       |   |  |  |  |  |  |
| Voti non validi               | Voti non validi                | 85 024    | 9,05  |   |  |  |  |  |  |
| Votanti                       | Votanti                        | 939 235   | 81,56 |   |  |  |  |  |  |
| Elettori                      | Elettori                       | 1 151 540 |       |   |  |  |  |  |  |
|                               |                                |           |       |   |  |  |  |  |  |
| Data: 27-28 marzo 1994        |                                |           |       |   |  |  |  |  |  |
| Fonte: Ministero dell'interno |                                |           |       |   |  |  |  |  |  |

#### Eletti
Eletti nel Polo del Buon Governo (FI - LN - CCD - UdC - PLD)
     Eletti nei Progressisti (PDS - PRC - FdV - PSI - Rete - AD)
     Eletti nel Patto per l'Italia (PPI - PS)
| Collegio     | Eletto | Eletto             | Partito | Quota |
| ------------ | ------ | ------------------ | ------- | ----- |
| 1 - Cagliari |        | Valentino Martelli |         | Magg. |
| 2 - Nuoro    |        | Salvatore Ladu     |         | Magg. |
| 2 - Nuoro    |        | Antonio Prevosto   |         | Prop. |
| 3 - Carbonia |        | Salvatore Cherchi  |         | Magg. |
| 3 - Carbonia |        | Adolfo Manis       |         | Prop. |
| 4 - Sassari  |        | Nanni Campus       |         | Magg. |
| 5 - Olbia    |        | Giuseppe Mulas     |         | Magg. |
| 5 - Olbia    |        | Piero Tamponi      |         | Prop. |
| 6 - Oristano |        | Rossano Caddeo     |         | Magg. |

### XIII legislatura

#### Risultati elettorali
|                               | L'Ulivo - Partito Sardo d'Azione | 421 331   | 50,03 | 5 |  |  |  |  |  |
|                               | Polo per le Libertà              | 376 042   | 44,66 | 4 |  |  |  |  |  |
|                               | Sardigna Natzione                | 44 713    | 5,31  | – |  |  |  |  |  |
| Totale                        | Totale                           | 842 086   | 100   | 9 |  |  |  |  |  |
|                               |                                  |           |       |   |  |  |  |  |  |
| Voti non validi               | Voti non validi                  | 72 815    | 7,96  |   |  |  |  |  |  |
| Votanti                       | Votanti                          | 914 901   | 76,81 |   |  |  |  |  |  |
| Elettori                      | Elettori                         | 1 191 169 |       |   |  |  |  |  |  |
|                               |                                  |           |       |   |  |  |  |  |  |
| Data: 21 aprile 1996          |                                  |           |       |   |  |  |  |  |  |
| Fonte: Ministero dell'interno |                                  |           |       |   |  |  |  |  |  |

#### Eletti
Eletti nell'Ulivo (PDS - PPI - RI - FdV - PSd'Az.)
     Eletti nel Polo per le Libertà (FI - AN - CCD-CDU)
| Collegio     | Eletto | Eletto             | Partito | Quota |
| ------------ | ------ | ------------------ | ------- | ----- |
| 1 - Cagliari |        | Valentino Martelli |         | Magg. |
| 2 - Nuoro    |        | Gianni Nieddu      |         | Magg. |
| 3 - Carbonia |        | Antonello Cabras   |         | Magg. |
| 3 - Carbonia |        | Adolfo Manis       |         | Prop. |
| 4 - Sassari  |        | Franco Meloni      |         | Magg. |
| 4 - Sassari  |        | Nanni Campus       |         | Prop. |
| 5 - Olbia    |        | Giovanni Murineddu |         | Magg. |
| 5 - Olbia    |        | Giuseppe Mulas     |         | Prop. |
| 6 - Oristano |        | Rossano Caddeo     |         | Magg. |

### XIV legislatura

#### Risultati elettorali
|                               | Casa delle Libertà                         | 413 098   | 45,10 | 5 |  |  |  |  |  |
|                               | L'Ulivo                                    | 369 025   | 40,29 | 4 |  |  |  |  |  |
|                               | Partito della Rifondazione Comunista       | 36 830    | 4,02  | – |  |  |  |  |  |
|                               | Partito Sardo d'Azione - Sardigna Natzione | 32 822    | 3,58  | – |  |  |  |  |  |
|                               | Italia dei Valori                          | 27 971    | 3,05  | – |  |  |  |  |  |
|                               | Democrazia Europea                         | 13 601    | 1,48  | – |  |  |  |  |  |
|                               | Lista Pannella-Bonino                      | 13 376    | 1,46  | – |  |  |  |  |  |
|                               | Lista Amadu                                | 9 203     | 1,00  | – |  |  |  |  |  |
| Totale                        | Totale                                     | 915 926   | 100   | 9 |  |  |  |  |  |
|                               |                                            |           |       |   |  |  |  |  |  |
| Voti non validi               | Voti non validi                            | 64 831    | 6,61  |   |  |  |  |  |  |
| Votanti                       | Votanti                                    | 980 757   | 77,62 |   |  |  |  |  |  |
| Elettori                      | Elettori                                   | 1 263 494 |       |   |  |  |  |  |  |
|                               |                                            |           |       |   |  |  |  |  |  |
| Data: 13 maggio 2001          |                                            |           |       |   |  |  |  |  |  |
| Fonte: Ministero dell'interno |                                            |           |       |   |  |  |  |  |  |

#### Eletti
Eletti nella Casa delle Libertà (FI - AN - CCD-CDU - NPSI)
     Eletti nell'Ulivo (DS - DL - SDI - FdV - PdCI)
| Collegio     | Eletto | Eletto                      | Partito | Quota |
| ------------ | ------ | --------------------------- | ------- | ----- |
| 1 - Cagliari |        | Mariano Delogu              |         | Magg. |
| 2 - Nuoro    |        | Gianni Nieddu               |         | Magg. |
| 3 - Carbonia |        | Gianfranco Tunis            |         | Magg. |
| 4 - Sassari  |        | Bruno Dettori               |         | Magg. |
| 4 - Sassari  |        | Pasqualino Lorenzo Federici |         | Prop. |
| 5 - Olbia    |        | Giuseppe Mulas              |         | Magg. |
| 5 - Olbia    |        | Giovanni Murineddu          |         | Prop. |
| 6 - Oristano |        | Ignazio Manunza             |         | Magg. |
| 6 - Oristano |        | Rossano Caddeo              |         | Prop. |

## Dal 2005 al 2017
Con l'entrata in vigore della legge Calderoli, per l'elezione del Senato viene adottato un sistema elettorale proporzionale con liste bloccate, soglia di sbarramento e premio di maggioranza su base regionale. Alla ripartizione dei seggi, che avviene secondo il metodo Hare dei quozienti interi e dei più alti resti, concorrono le liste che nell'ambito della circoscrizione regionale abbiano ottenuto almeno l'8% dei voti validi, oppure almeno il 3% se esse sono parte di una coalizione che abbia ottenuto almeno il 20%. In ogni caso, alla coalizione o lista singola più votata è attribuito almeno il 55% dei seggi: se tale soglia non è raggiunta, viene assegnato un premio di maggioranza, in forma di seggi supplementari, che riduce quelli attribuiti alle altre forze politiche.

### XV legislatura

#### Risultati elettorali
|                               | Democratici di Sinistra                           | 162 798   | 17,17 | 2 |  |  |  |  |  |
|                               | La Margherita                                     | 119 084   | 12,56 | 1 |  |  |  |  |  |
|                               | Partito della Rifondazione Comunista              | 77 870    | 8,21  | 1 |  |  |  |  |  |
|                               | Insieme con l'Unione                              | 41 847    | 4,41  | 1 |  |  |  |  |  |
|                               | Italia dei Valori                                 | 28 211    | 2,97  | – |  |  |  |  |  |
|                               | Rosa nel Pugno                                    | 23 545    | 2,48  | – |  |  |  |  |  |
|                               | Popolari UDEUR                                    | 21 509    | 2,27  | – |  |  |  |  |  |
|                               | Partito Pensionati                                | 7 804     | 0,82  | – |  |  |  |  |  |
|                               | Totale coalizione                                 | 482 668   | 50,89 | 5 |  |  |  |  |  |
|                               | Forza Italia                                      | 215 516   | 22,72 | 2 |  |  |  |  |  |
|                               | Alleanza Nazionale                                | 122 697   | 12,94 | 1 |  |  |  |  |  |
|                               | Unione dei Democratici Cristiani                  | 73 673    | 7,77  | 1 |  |  |  |  |  |
|                               | Alternativa Sociale                               | 6 120     | 0,65  | – |  |  |  |  |  |
|                               | Democrazia Cristiana per le Autonomie – Nuovo PSI | 5 920     | 0,62  | – |  |  |  |  |  |
|                               | Fiamma Tricolore                                  | 4 268     | 0,45  | – |  |  |  |  |  |
|                               | Partito Repubblicano Italiano                     | 1 537     | 0,16  | – |  |  |  |  |  |
|                               | Totale coalizione                                 | 429 731   | 45,31 | 4 |  |  |  |  |  |
|                               | Partito Sardo d'Azione                            | 16 733    | 1,76  | – |  |  |  |  |  |
|                               | Indipendèntzia Repùbrica de Sardigna              | 10 881    | 1,15  | – |  |  |  |  |  |
|                               | Sardigna Natzione                                 | 8 412     | 0,89  | – |  |  |  |  |  |
| Totale                        | Totale                                            | 948 425   | 100   | 9 |  |  |  |  |  |
|                               |                                                   |           |       |   |  |  |  |  |  |
| Voti non validi               | Voti non validi                                   | 25 267    | 2,59  |   |  |  |  |  |  |
| Votanti                       | Votanti                                           | 973 692   | 78,19 |   |  |  |  |  |  |
| Elettori                      | Elettori                                          | 1 245 307 |       |   |  |  |  |  |  |
|                               |                                                   |           |       |   |  |  |  |  |  |
| Fonte: Ministero dell'interno |                                                   |           |       |   |  |  |  |  |  |

#### Eletti
| Democratici di Sinistra            | La Margherita    | Partito della Rifondazione Comunista | Insieme con l'Unione |
| ---------------------------------- | ---------------- | ------------------------------------ | -------------------- |
|                                    |                  |                                      |                      |
| - Antonello Cabras - Gianni Nieddu | - Salvatore Ladu | - Francesco Martone                  | - Mauro Bulgarelli   |

| Forza Italia                                                 | Alleanza Nazionale | Unione dei Democratici Cristiani e di Centro |
| ------------------------------------------------------------ | ------------------ | -------------------------------------------- |
|                                                              |                    |                                              |
| - → Giuseppe Pisanu - Piergiorgio Massidda - Ignazio Manunza | - Mariano Delogu   | - → Marco Follini - Massimo Fantola          |

1. ↑  Opta per la circoscrizione Campania
2. ↑  Deceduto in data 23.08.2006; subentrante: Fedele Sanciu
3. ↑  Opta per la circoscrizione Campania

### XVI legislatura

#### Risultati elettorali
|                               | Il Popolo della Libertà              | 384 950   | 43,17 | 5 |  |  |  |  |  |
|                               | Movimento per l'Autonomia            | 5 126     | 0,57  | – |  |  |  |  |  |
|                               | Totale coalizione                    | 390 076   | 43,74 | 5 |  |  |  |  |  |
|                               | Partito Democratico                  | 325 919   | 36,55 | 4 |  |  |  |  |  |
|                               | Italia dei Valori                    | 34 566    | 3,88  | – |  |  |  |  |  |
|                               | Totale coalizione                    | 360 485   | 40,43 | 4 |  |  |  |  |  |
|                               | Unione di Centro                     | 49 624    | 5,56  | – |  |  |  |  |  |
|                               | La Sinistra l'Arcobaleno             | 29 628    | 3,32  | – |  |  |  |  |  |
|                               | Partito Sardo d'Azione               | 15 280    | 1,71  | – |  |  |  |  |  |
|                               | Partito Socialista                   | 12 728    | 1,43  | – |  |  |  |  |  |
|                               | La Destra - Fiamma Tricolore         | 11 073    | 1,24  | – |  |  |  |  |  |
|                               | Sardigna Natzione                    | 6 972     | 0,78  | – |  |  |  |  |  |
|                               | Partito Comunista dei Lavoratori     | 3 550     | 0,40  | – |  |  |  |  |  |
|                               | Lista dei Grilli Parlanti            | 3 454     | 0,39  | – |  |  |  |  |  |
|                               | Sinistra Critica                     | 2 873     | 0,32  | – |  |  |  |  |  |
|                               | Partito Liberale Italiano            | 1 835     | 0,21  | – |  |  |  |  |  |
|                               | Forza Nuova                          | 1 498     | 0,17  | – |  |  |  |  |  |
|                               | Per il Bene Comune                   | 1 353     | 0,15  | – |  |  |  |  |  |
|                               | Unione Democratica per i Consumatori | 1 292     | 0,14  | – |  |  |  |  |  |
| Totale                        | Totale                               | 891 721   | 100   | 9 |  |  |  |  |  |
|                               |                                      |           |       |   |  |  |  |  |  |
| Voti non validi               | Voti non validi                      | 23 050    | 2,52  |   |  |  |  |  |  |
| Votanti                       | Votanti                              | 914 771   | 72,49 |   |  |  |  |  |  |
| Elettori                      | Elettori                             | 1 261 968 |       |   |  |  |  |  |  |
|                               |                                      |           |       |   |  |  |  |  |  |
| Fonte: Ministero dell'interno |                                      |           |       |   |  |  |  |  |  |

#### Eletti
| Il Popolo della Libertà                                                                          | Partito Democratico                                                        |
| ------------------------------------------------------------------------------------------------ | -------------------------------------------------------------------------- |
|                                                                                                  |                                                                            |
| - Giuseppe Pisanu - Mariano Delogu - Piergiorgio Massidda - Filippo Saltamartini - Fedele Sanciu | - Antonello Cabras - Gian Piero Scanu - Luciana Sbarbati - Francesco Sanna |

1. ↑  Dimissionario in data 21.12.2011; subentrante: Silvestro Ladu

### XVII legislatura

#### Risultati elettorali
|                               | Partito Democratico              | 233 719   | 27,45 | 4 |  |  |  |  |  |
|                               | Sinistra Ecologia Libertà        | 30 666    | 3,60  | 1 |  |  |  |  |  |
|                               | Centro Democratico               | 5 573     | 0,65  | – |  |  |  |  |  |
|                               | Totale coalizione                | 269 958   | 31,71 | 5 |  |  |  |  |  |
|                               | Movimento 5 Stelle               | 244 453   | 28,71 | 2 |  |  |  |  |  |
|                               | Il Popolo della Libertà          | 187 032   | 21,97 | 1 |  |  |  |  |  |
|                               | Fratelli d'Italia                | 14 177    | 1,67  | – |  |  |  |  |  |
|                               | Partito Pensionati               | 4 364     | 0,51  | – |  |  |  |  |  |
|                               | La Destra                        | 3 719     | 0,44  | – |  |  |  |  |  |
|                               | Grande Sud                       | 2 460     | 0,29  | – |  |  |  |  |  |
|                               | Basta Tasse                      | 2 039     | 0,24  | – |  |  |  |  |  |
|                               | Moderati in Rivoluzione          | 1 541     | 0,18  | – |  |  |  |  |  |
|                               | Lega Nord                        | 1 321     | 0,16  | – |  |  |  |  |  |
|                               | Totale coalizione                | 216 653   | 25,45 | 1 |  |  |  |  |  |
|                               | Con Monti per l'Italia           | 55 990    | 6,58  | – |  |  |  |  |  |
|                               | Rivoluzione Civile               | 19 596    | 2,30  | – |  |  |  |  |  |
|                               | Partito Sardo d'Azione           | 18 569    | 2,18  | – |  |  |  |  |  |
|                               | Indipendenza per la Sardegna     | 7 509     | 0,88  | – |  |  |  |  |  |
|                               | Meris                            | 5 770     | 0,68  | – |  |  |  |  |  |
|                               | La Base                          | 3 383     | 0,40  | – |  |  |  |  |  |
|                               | Fare per Fermare il Declino      | 3 046     | 0,36  | – |  |  |  |  |  |
|                               | Partito Comunista dei Lavoratori | 2 854     | 0,34  | – |  |  |  |  |  |
|                               | Amnistia Giustizia Libertà       | 1 891     | 0,22  | – |  |  |  |  |  |
|                               | Forza Nuova                      | 1 685     | 0,20  | – |  |  |  |  |  |
| Totale                        | Totale                           | 851 357   | 100   | 8 |  |  |  |  |  |
|                               |                                  |           |       |   |  |  |  |  |  |
| Voti non validi               | Voti non validi                  | 23 305    | 2,66  |   |  |  |  |  |  |
| Votanti                       | Votanti                          | 874 662   | 68,50 |   |  |  |  |  |  |
| Elettori                      | Elettori                         | 1 276 864 |       |   |  |  |  |  |  |
|                               |                                  |           |       |   |  |  |  |  |  |
| Fonte: Ministero dell'interno |                                  |           |       |   |  |  |  |  |  |

#### Eletti
| Partito Democratico                                             | Movimento 5 Stelle              | Il Popolo della Libertà               | Sinistra Ecologia Libertà |
| --------------------------------------------------------------- | ------------------------------- | ------------------------------------- | ------------------------- |
|                                                                 |                                 |                                       |                           |
| - Silvio Lai - Giuseppe Cucca - Ignazio Angioni - Luigi Manconi | - Manuela Serra - Roberto Cotti | - → Silvio Berlusconi - Emilio Floris | - Luciano Uras            |

1. ↑  Opta per la circoscrizione Molise

## Dal 2017

### Collegi elettorali

#### Dal 2017 al 2020
Alla circoscrizione sono attribuiti 8 seggi: 3 sono assegnati con sistema maggioritario, in altrettanti collegi uninominali; 5 mediante sistema proporzionale, all'interno di un unico collegio plurinominale.
| Collegi plurinominali | Collegi plurinominali | Collegi uninominali                         |
| --------------------- | --------------------- | ------------------------------------------- |
|                       | Sardegna - 01         | - 01 - Cagliari - 02 - Nuoro - 03 - Sassari |

#### Dal 2020
In seguito alla riforma costituzionale del 2020 in tema di riduzione del numero dei parlamentari, alla circoscrizione sono attribuiti 5 seggi: 2 sono assegnati mediante sistema maggioritario, in altrettanti collegi uninominali; 3 mediante sistema proporzionale, all'interno di un unico collegio plurinominale.
| Collegi plurinominali | Collegi plurinominali | Collegi uninominali            |
| --------------------- | --------------------- | ------------------------------ |
|                       | Sardegna - 01         | - 01 - Cagliari - 02 - Sassari |

### XVIII legislatura

#### Risultati
|                               | Movimento 5 Stelle       | 341 177   | 42,15 | 2 | 341 177 | 42,15 | 3 |  |  |
|                               | Forza Italia             | 114 003   | 14,09 | 1 | 251 389 | 31,06 | – |  |  |
|                               | Lega                     | 93 812    | 11,59 | 1 | 251 389 | 31,06 | – |  |  |
|                               | Fratelli d'Italia        | 34 722    | 4,29  | – | 251 389 | 31,06 | – |  |  |
|                               | Noi con l'Italia – UDC   | 8 852     | 1,09  | – | 251 389 | 31,06 | – |  |  |
|                               | Partito Democratico      | 123 887   | 15,31 | 1 | 144 511 | 17,86 | – |  |  |
|                               | +Europa                  | 12 694    | 1,57  | – | 144 511 | 17,86 | – |  |  |
|                               | Italia Europa Insieme    | 4 806     | 0,59  | – | 144 511 | 17,86 | – |  |  |
|                               | Civica Popolare          | 3 124     | 0,39  | – | 144 511 | 17,86 | – |  |  |
|                               | Liberi e Uguali          | 23 952    | 2,96  | – | 23 952  | 2,96  | – |  |  |
|                               | Autodeterminatzione      | 20 468    | 2,53  | – | 20 468  | 2,53  | – |  |  |
|                               | Potere al Popolo!        | 7 480     | 0,92  | – | 7 480   | 0,92  | – |  |  |
|                               | CasaPound                | 6 775     | 0,84  | – | 6 775   | 0,84  | – |  |  |
|                               | Il Popolo della Famiglia | 5 531     | 0,68  | – | 5 531   | 0,68  | – |  |  |
|                               | Partito Comunista        | 5 140     | 0,64  | – | 5 140   | 0,64  | – |  |  |
|                               | Partito Valore Umano     | 2 929     | 0,36  | – | 2 929   | 0,36  | – |  |  |
| Totale                        | Totale                   | 809 352   | 100   | 5 | 809 352 | 100   | 3 |  |  |
|                               |                          |           |       |   |         |       |   |  |  |
| Schede bianche                | Schede bianche           | 8 455     | 1,01  |   |         |       |   |  |  |
| Schede nulle                  | Schede nulle             | 17 191    | 2,06  |   |         |       |   |  |  |
| Votanti                       | Votanti                  | 834 998   | 65,76 |   |         |       |   |  |  |
| Elettori                      | Elettori                 | 1 269 860 |       |   |         |       |   |  |  |
|                               |                          |           |       |   |         |       |   |  |  |
| Fonte: Ministero dell'interno |                          |           |       |   |         |       |   |  |  |

#### Eletti

##### Eletti maggioritario
Eletti nel Movimento 5 Stelle
     Eletti nel Partito Sardo d'Azione
| Collegio uninominale | Eletto | Eletto                                | Partito |
| -------------------- | ------ | ------------------------------------- | ------- |
| 1. Cagliari          |        | Giovanni Marilotti                    | M5S     |
| 2. Nuoro             |        | Emiliano Fenu                         | M5S     |
| 3. Sassari           |        | Vittoria Francesca Maria Bogo Deledda | M5S     |
| 3. Sassari           |        | Carlo Doria                           | PSd'Az  |

1. ↑  In data 11.11.2020 aderisce al gruppo misto, non iscritti; in data 12.11.2020 a Per le Autonomie (SVP-PATT, UV); in data 26.01.2021 a Europeisti-MAIE-Centro Democratico; in data 30.03.2021 torna nel gruppo misto, non iscritti; in data 15.04.2021 aderisce al Partito Democratico.
2. ↑  Deceduta in data 17.03.2020.
3. ↑  Dal 25.09.2020 (eletto in seguito a elezioni suppletive).

##### Eletti proporzionale
| Collegio plurinominale | M5S                                                 | Partito Democratico              | Forza Italia    | Lega                |
| ---------------------- | --------------------------------------------------- | -------------------------------- | --------------- | ------------------- |
| Collegio plurinominale |                                                     |                                  |                 |                     |
| 1. Sardegna - 01       | - Ettore Antonio Licheri - Elvira Lucia Evangelista | - Giuseppe Luigi Salvatore Cucca | - Emilio Floris | - Christian Solinas |

1. ↑  In data 19.01.2022 aderisce a Italia Viva-P.S.I..
2. ↑  In data 18.09.2019 aderisce a Italia Viva-P.S.I..
3. ↑  Dimissionario in data 19.06.2019 (assume la carica di Presidente della giunta regionale sarda); gli subentra in pari data Michelina Lunesu.

### XIX legislatura

#### Risultati elettorali
|                               | Fratelli d'Italia                                       | 155 098   | 22,67 | 1 | 276 715 | 40,44 | 2 |  |  |
|                               | Forza Italia                                            | 63 986    | 9,35  | – | 276 715 | 40,44 | 2 |  |  |
|                               | Lega per Salvini Premier                                | 46 955    | 6,86  | – | 276 715 | 40,44 | 2 |  |  |
|                               | Noi Moderati                                            | 10 676    | 1,56  | – | 276 715 | 40,44 | 2 |  |  |
|                               | Partito Democratico - Italia Democratica e Progressista | 136 082   | 19,89 | 1 | 185 662 | 27,13 | – |  |  |
|                               | Alleanza Verdi e Sinistra                               | 29 109    | 4,25  | – | 185 662 | 27,13 | – |  |  |
|                               | +Europa                                                 | 15 195    | 2,22  | – | 185 662 | 27,13 | – |  |  |
|                               | Impegno Civico – Centro Democratico                     | 5 276     | 0,77  | – | 185 662 | 27,13 | – |  |  |
|                               | Movimento 5 Stelle                                      | 150 130   | 21,94 | 1 | 150 130 | 21,94 | – |  |  |
|                               | Azione - Italia Viva                                    | 30 317    | 4,43  | – | 30 317  | 4,43  | – |  |  |
|                               | Italexit                                                | 16 527    | 2,42  | – | 16 527  | 2,42  | – |  |  |
|                               | Italia Sovrana e Popolare                               | 10 719    | 1,57  | – | 10 719  | 1,57  | – |  |  |
|                               | Unione Popolare                                         | 10 224    | 1,49  | – | 10 224  | 1,49  | – |  |  |
|                               | Vita                                                    | 4 009     | 0,59  | – | 4 009   | 0,59  | – |  |  |
| Totale                        | Totale                                                  | 684 303   | 100   | 3 | 684 303 | 100   | 2 |  |  |
|                               |                                                         |           |       |   |         |       |   |  |  |
| Voti non validi               | Voti non validi                                         | 29 471    | 4,13  |   |         |       |   |  |  |
| Votanti                       | Votanti                                                 | 713 774   | 53,17 |   |         |       |   |  |  |
| Elettori                      | Elettori                                                | 1 342 551 |       |   |         |       |   |  |  |
|                               |                                                         |           |       |   |         |       |   |  |  |
| Data: 25 settembre 2022       |                                                         |           |       |   |         |       |   |  |  |
| Fonte: Ministero dell'interno |                                                         |           |       |   |         |       |   |  |  |

#### Eletti

##### Eletti nei collegi uninominali
Eletti nella coalizione di centro-destra (FdI - LSP - FI - NM)
| Collegio uninominale | Eletto | Eletto          | Partito |
| -------------------- | ------ | --------------- | ------- |
| 01 - Cagliari        |        | Antonella Zedda | FdI     |
| 02 - Sassari         |        | Marcello Pera   | FdI     |

##### Eletti nei collegi plurinominali
| Collegio plurinominale | FdI              | PD-IDP         | M5S               |
| ---------------------- | ---------------- | -------------- | ----------------- |
| Collegio plurinominale |                  |                |                   |
| 1. Sardegna - 01       | - Giovanni Satta | - Marco Meloni | - Sabrina Licheri |